# クレスコグランド
クレスコグランド（欧字名:Cresco Grand、2008年1月31日 - ）は、日本の競走馬、種牡馬。主な勝ち鞍に2011年の京都新聞杯。
馬名の由来は、冠名＋「雄大な」。

## 戦績
- 特記事項なき場合、本節の出典はJBISサーチ[5]

2011年1月5日、京都競馬場の3歳新馬戦でデビューし、アドマイヤパーシアの2着。2戦を挟み、3月26日阪神競馬場の未勝利戦で初勝利を収める。続くムーニーバレーレーシングクラブ賞も勝って2連勝とし、5月7日の京都新聞杯では好位からの競馬を押し切り、3連勝で重賞初制覇となった。5月29日の東京優駿ではオルフェーヴルの5着となり、レース後は山元トレーニングセンターに放牧に出された。
放牧明けとなった9月25日の神戸新聞杯に出走予定だったが、23日に調教からの帰途両ひざを地面につけたことによる両前肢挫創のため出走取消となり、再度放牧に出された。4歳復帰初戦の大阪-ハンブルクカップに出走し3着とするも、天皇賞（春）18着、金鯱賞5着と2走するも勝てず、金鯱賞以降はレースに出走することなく2014年5月8日付けで競走馬登録を抹消された。

## 競走成績
以下の内容は、JBISサーチおよびnetkeiba.comに基づく。
| 競走日     | 競馬場 | 競走名             | 格  | 距離（馬場）  | 頭 数 | 枠 番 | 馬 番 | オッズ （人気） | 着順 | タイム （上り3F） | 着差 | 騎手     | 斤量 [kg] | 1着馬（2着馬）         |
| ---------- | ------ | ------------------ | --- | ------------- | ----- | ----- | ----- | --------------- | ---- | ----------------- | ---- | -------- | --------- | ---------------------- |
| 2011.01.05 | 京都   | 3歳新馬            |     | 芝2000m（良） | 15    | 8     | 15    | 11.10（6人）    | 02着 | R2:06.1（34.5）   | -0.3 | 和田竜二 | 56        | アドマイヤパーシア     |
| 0000.01.22 | 京都   | 3歳未勝利          |     | 芝2200m（良） | 16    | 6     | 12    | 06.00（4人）    | 07着 | R2:16.8（34.7）   | -0.4 | 岩田康誠 | 56        | ギュスターヴクライ     |
| 0000.03.05 | 阪神   | 3歳未勝利          |     | 芝2000m（良） | 16    | 3     | 6     | 08.40（3人）    | 02着 | R2:04.5（34.9）   | -0.1 | 浜中俊   | 56        | マルカプレジオ         |
| 0000.03.26 | 阪神   | 3歳未勝利          |     | 芝2200m（良） | 18    | 4     | 7     | 05.70（2人）    | 01着 | R2:15.4（35.2）   | -0.2 | 浜中俊   | 56        | （ネオブラックダイヤ） |
| 0000.04.23 | 京都   | ムーニーバレーRC賞 | 500 | 芝2400m（重） | 12    | 4     | 4     | 03.90（2人）    | 01着 | R2:29.2（35.5）   | -0.0 | 浜中俊   | 56        | （ダノンフェニックス） |
| 0000.05.07 | 京都   | 京都新聞杯         | GII | 芝2200m（良） | 15    | 3     | 5     | 09.20（3人）    | 01着 | R2:13.5（33.9）   | -0.0 | 武豊     | 56        | （ユニバーサルバンク） |
| 0000.05.29 | 東京   | 東京優駿           | GI  | 芝2400m（不） | 18    | 3     | 6     | 21.20（9人）    | 05着 | R3:18.6（36.7）   | -1.5 | 浜中俊   | 57        | オルフェーヴル         |
| 0000.09.25 | 阪神   | 神戸新聞杯         | GII | 芝2400m（良） | 11    | 6     | 8     |                 |      | 出走取消          |      | 浜中俊   | 56        | オルフェーヴル         |
| 2012.04.08 | 阪神   | 大阪-ハンブルクC   | OP  | 芝2400m（良） | 14    | 8     | 14    | 06.40（3人）    | 03着 | R2:26.5（36.9）   | -0.2 | 浜中俊   | 57        | ユニバーサルバンク     |
| 0000.04.29 | 京都   | 天皇賞（春）       | GI  | 芝3200m（良） | 18    | 6     | 12    | 54.30（7人）    | 18着 | R2:26.5（36.6）   | -4.8 | 浜中俊   | 58        | ビートブラック         |
| 0000.12.01 | 中京   | 金鯱賞             | GII | 芝2000m（良） | 12    | 8     | 12    | 66.6（11人）    | 05着 | R2:00.8（35.1）   | -0.4 | 浜中俊   | 57        | オーシャンブルー       |

## 種牡馬時代
2015年からイーストスタッドで種牡馬となる。5シーズンの供用で血統登録頭数7頭、出走頭数はそのうちの5頭で初年度産駒の3頭が勝ち馬となった。2019年8月3日の札幌競馬場での未勝利戦で初年度産駒のメイショウオトワが勝ち、これが産駒のJRA初勝利となった。
2021年をもって種牡馬を引退。NPO法人引退馬協会に、フォスターホースとして受け入れられた。当初予定では北海道日高町のひだか・ホース・フレンズで繋養され、最終的には鹿児島県のホーストラストへ移動することになっていたが、日高での繋養中に温厚な性格から乗馬適性が見込まれ、繋養先がホーストラストから千葉県香取市の乗馬倶楽部イグレットへ変更された。
2022年より引退名馬繋養展示事業の対象馬となった。

## 血統表
| クレスコグランドの血統          | クレスコグランドの血統                                | クレスコグランドの血統            | （血統表の出典）               | （血統表の出典） |
| 父系                            | ロベルト系                                            | ロベルト系                        | ロベルト系                     | [ § 2 ]          |
| 父 タニノギムレット 1999 鹿毛   | 父の父* ブライアンズタイム Brian's Time 1985 黒鹿毛   | Roberto                           | Hail to Reason                 | Hail to Reason   |
| 父 タニノギムレット 1999 鹿毛   | 父の父* ブライアンズタイム Brian's Time 1985 黒鹿毛   | Roberto                           | Bramalea                       |                  |
| 父 タニノギムレット 1999 鹿毛   | 父の父* ブライアンズタイム Brian's Time 1985 黒鹿毛   | Kelley's Day                      | Graustark                      | Graustark        |
| 父 タニノギムレット 1999 鹿毛   | 父の父* ブライアンズタイム Brian's Time 1985 黒鹿毛   | Kelley's Day                      | Golden Trail                   |                  |
| 父 タニノギムレット 1999 鹿毛   | 父の母タニノクリスタル 1988 栗毛                      | * クリスタルパレス Crystal Palace | Caro                           | Caro             |
| 父 タニノギムレット 1999 鹿毛   | 父の母タニノクリスタル 1988 栗毛                      | * クリスタルパレス Crystal Palace | Hermieres                      |                  |
| 父 タニノギムレット 1999 鹿毛   | 父の母タニノクリスタル 1988 栗毛                      | * タニノシーバード                | Sea-Bird                       | Sea-Bird         |
| 父 タニノギムレット 1999 鹿毛   | 父の母タニノクリスタル 1988 栗毛                      | * タニノシーバード                | Flaxen                         |                  |
| 母 マンハッタンフィズ 2001 鹿毛 | 母の父* サンデーサイレンス Sunday Silence 1986 青鹿毛 | Halo                              | Hail to Reason                 | Hail to Reason   |
| 母 マンハッタンフィズ 2001 鹿毛 | 母の父* サンデーサイレンス Sunday Silence 1986 青鹿毛 | Halo                              | Cosmah                         |                  |
| 母 マンハッタンフィズ 2001 鹿毛 | 母の父* サンデーサイレンス Sunday Silence 1986 青鹿毛 | Wishing Well                      | Understanding                  | Understanding    |
| 母 マンハッタンフィズ 2001 鹿毛 | 母の父* サンデーサイレンス Sunday Silence 1986 青鹿毛 | Wishing Well                      | Mountain Flower                |                  |
| 母 マンハッタンフィズ 2001 鹿毛 | 母の母* サトルチェンジ Subtle Change 1988 黒鹿毛      | Law Society                       | Alleged                        | Alleged          |
| 母 マンハッタンフィズ 2001 鹿毛 | 母の母* サトルチェンジ Subtle Change 1988 黒鹿毛      | Law Society                       | Bold Bikini                    |                  |
| 母 マンハッタンフィズ 2001 鹿毛 | 母の母* サトルチェンジ Subtle Change 1988 黒鹿毛      | Santa Luciana                     | Luciano                        | Luciano          |
| 母 マンハッタンフィズ 2001 鹿毛 | 母の母* サトルチェンジ Subtle Change 1988 黒鹿毛      | Santa Luciana                     | Suleika                        |                  |
| 母系(F-No.)                     | サトルチェンジ(IRE)系(FN:16-c)                        | サトルチェンジ(IRE)系(FN:16-c)    | サトルチェンジ(IRE)系(FN:16-c) | [ § 3 ]          |
| 5代内の近親交配                 | Hail to Reason 4×4=12.50%                             | Hail to Reason 4×4=12.50%         | Hail to Reason 4×4=12.50%      | [ § 4 ]          |
| 出典                            | 1. 2. 3. 4.                                           | 1. 2. 3. 4.                       | 1. 2. 3. 4.                    | 1. 2. 3. 4.      |

- 半姉にアプリコットフィズ（クイーンカップ、クイーンステークス）、半兄にダービーフィズ（函館記念）[22][23]。その他近親にマンハッタンカフェ（菊花賞、有馬記念、天皇賞（春））、エアスマップ（オールカマー）[22]。